# 台灣氣球博物館
台灣氣球博物館是一家位於台灣臺中市神岡區的觀光工廠暨博物館，為台灣第一座以氣球為主題的博物館。

## 歷史
1960年，呂梧桐於台中縣神岡鄉成立了「天倫化學工業股份有限公司」，並著手進行氣球製造。1963年，天倫公司復改組為「大倫化學工業股份有限公司」。1971年的全盛時期，大倫公司有多達150多名員工，且由於手工生產需要大量人力，因此當時神岡、豐原地區很多居民都有為大倫打工的經驗。隨著台灣氣球產業逐漸外移，大倫公司遂於1993年成為台灣唯一一間氣球工廠。
2006年，獲經濟部工業局「觀光工廠輔導計畫」輔導。2008年，在工研院的輔導下，大倫氣球公司在其廠房內設置「台灣氣球博物館」，轉型成為觀光工廠。

## 展示
參觀目前採預約制，博物館內展示氣球製造相關設備及文物，以及氣球的製程。

## 外部連結
- 台灣氣球博物館的Facebook專頁